# Centres de poder dels longobards a Itàlia
Els Centres de poder dels longobards a Itàlia és un lloc italià inscrit per la UNESCO en la Llista del Patrimoni de la Humanitat el 25 de juny de 2011.

## Els set llocs
La inscripció està integrada per diferents elements localitzats en set localitats d'Itàlia, set llocs densos en testimoniatges de l'arquitectura, la pintura i l'escultura de l'art longobard; la seva candidatura va ser acceptada el març de 2008 amb el nom de «Italia Langobardorum. Centri di potere e di culto (568-774 d.C.)».

### Cividale del Friuli
La localitat de Cividale del Friuli (Udine) és part del lloc considerat àrea de la Gastaldaga amb el Templet longobard i el Complex episcopal, que inclou les restes del Palau patriarcal subjacent al Museu arqueològic nacional.
El Templet, avui un oratori de Santa Maria in Valle, és el testimoniatge arquitectònic més important i millor conservat de l'època longobarda i és especialment important perquè assenyala la coexistència de motius purament longobards (a Frisos, per exemple) i un renaixement dels models clàssics, creant una sort de continuïtat àulica ininterrompuda entre l'art clàssic, l'art longobard, l'art carolingi i l'art otonià.
El Complex episcopal del patriarca Calixto constituïa el complex religiós més important de la capital de l'important Ducat del Friül i comprenia la basílica, el baptisteri de Sant Joan Baptista i el Palau patriarcal. Les excavacions arqueològiques han restituït poques traces de les obres arquitectòniques, però han permès recuperar algunes de les millors manufactures de l'escultura longobarda, com la pila baptismal del patriarca Calixto i l'altar del duc Rachis.

Béns a Cividale del Friuli
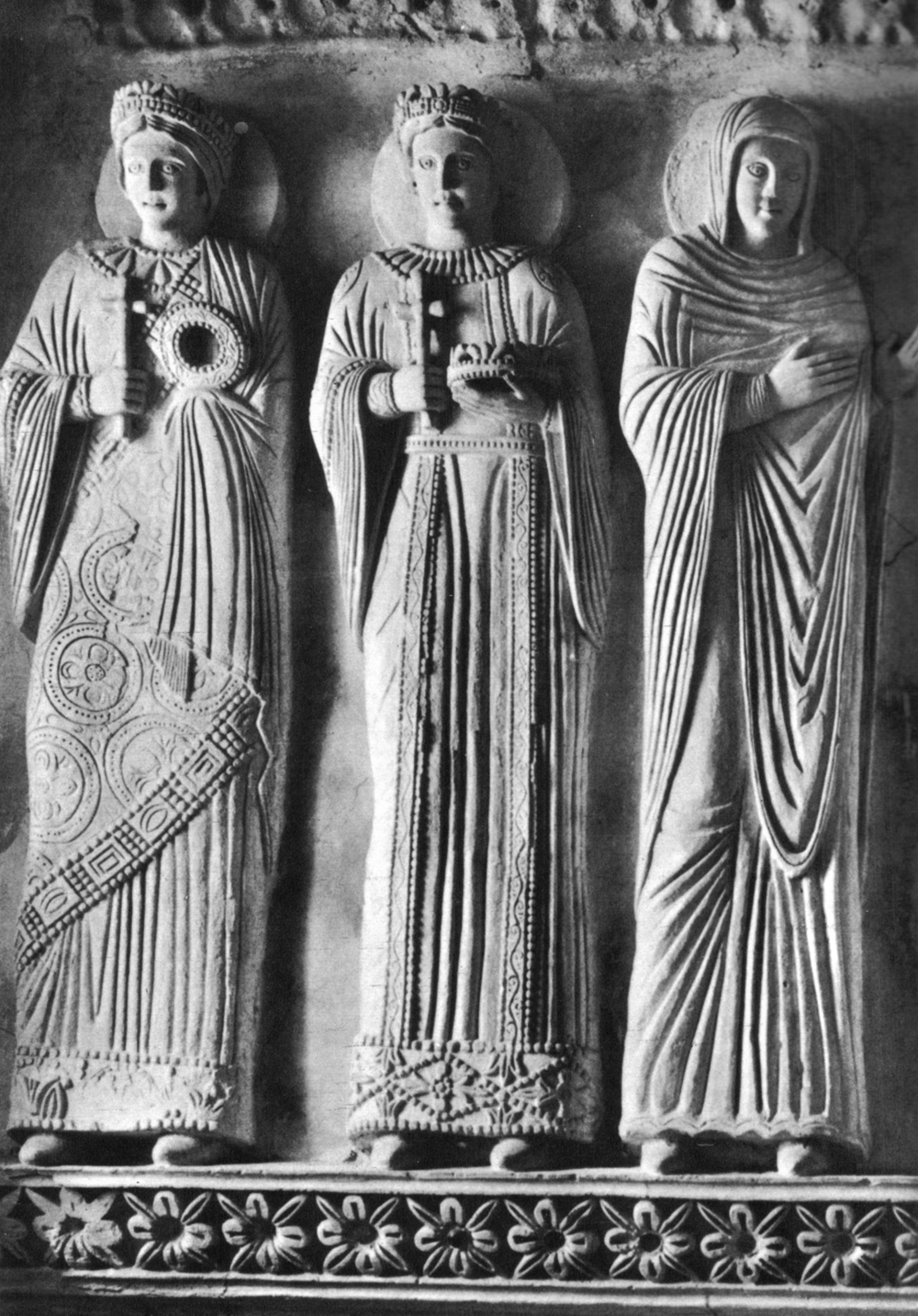
Templet longobard
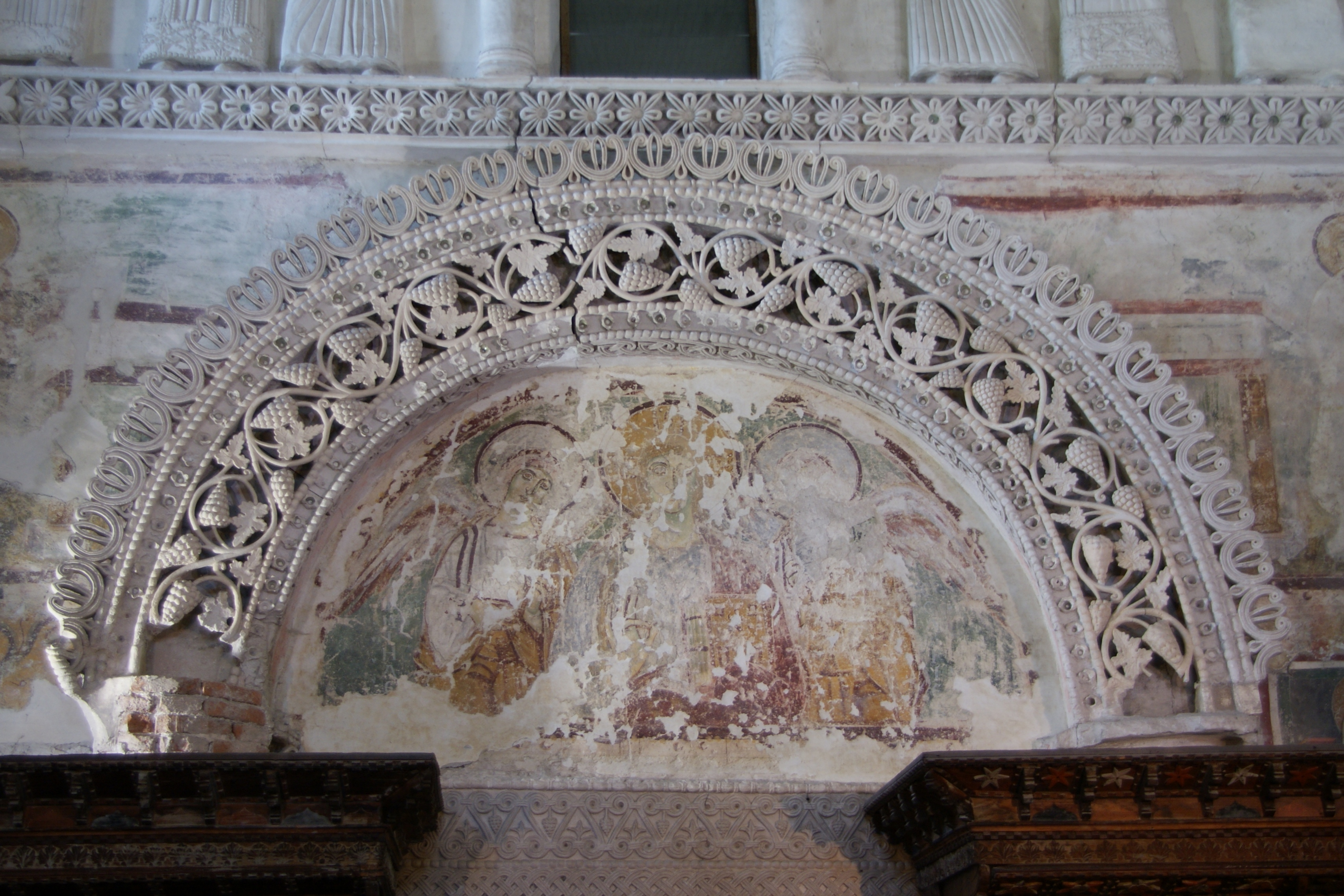
Templet longobard, lunetta
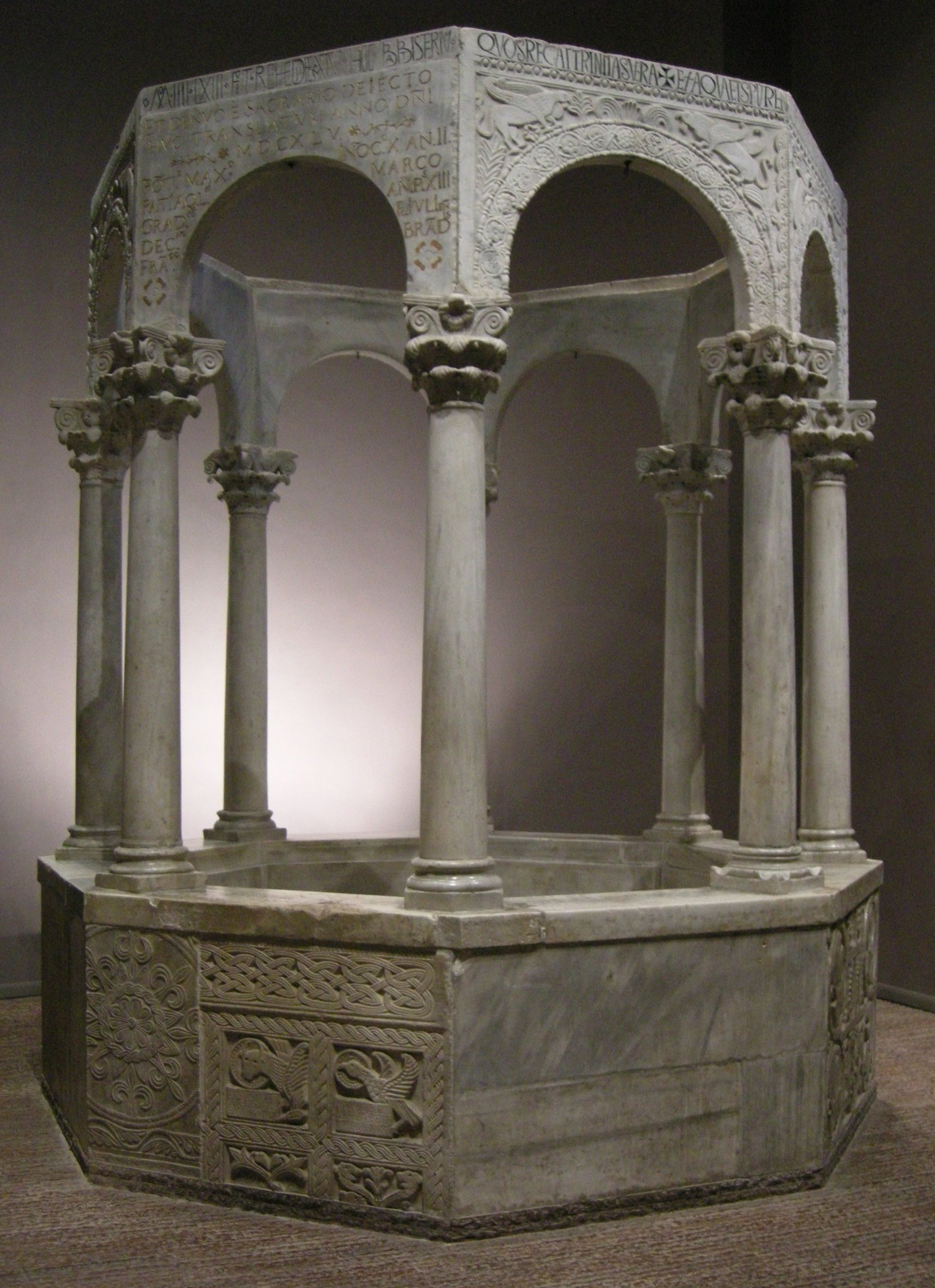
Pila baptismal del patriarca Calixto (Museu arqueològic nacional).
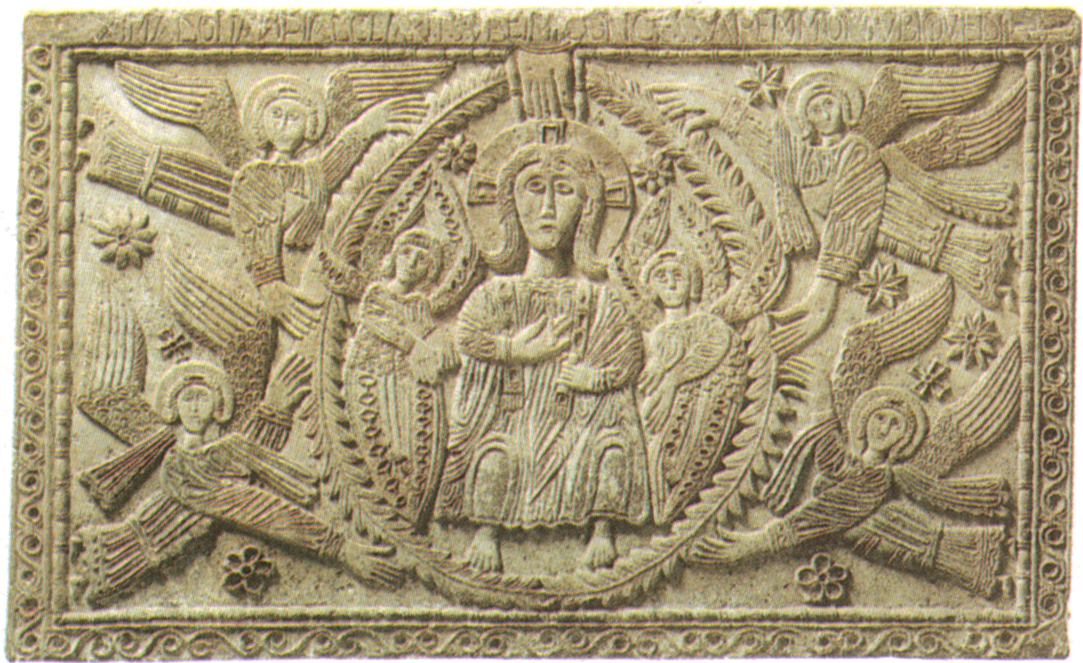
Maiestas Domini, relleu de l'Altar del duc Rachis (Museu arqueològic nacional).

### Brescia
A Brescia s'han inclòs en el Patrimoni de la Humanitat el monestir de Santa Giulia, amb la basílica de San Salvador, i la zona monumental arqueològica del fòrum romà.
Fundada el 753 com l'església del monestir femení a instàncies del duc de Brescia Desideri d'Ístria, futur rei dels longobards, i de la seva esposa Ansa, la basílica de Sant Salvatore, caracteritzada per l'ús simultani de patrons longobards i de motius decoratius clàssics i romans d'Orient, és un dels millors exemples de l'arquitectura religiosa de l'alta edat mitjana. A través dels segles, va ser reconstruïda i es va convertir en part del nou complex conventual, l'església dedicada a Santa Giulia es va acabar en 1599.
A l'oest del complex monàstic es troba la zona monumental formada pel Capitolium, pel santuari republicà i el teatre romà, que està estretament vinculat als esdeveniments que afecten a Sant Salvatore-Santa Giulia. L'edifici religiós més antic del fòrum romà és de finals del segle i aC. L'excel·lent nivell de conservació dels elements arquitectònics i decoratius fa de la zona un jaciment arqueològic únic en el nord d'Itàlia.

Béns a Brescia
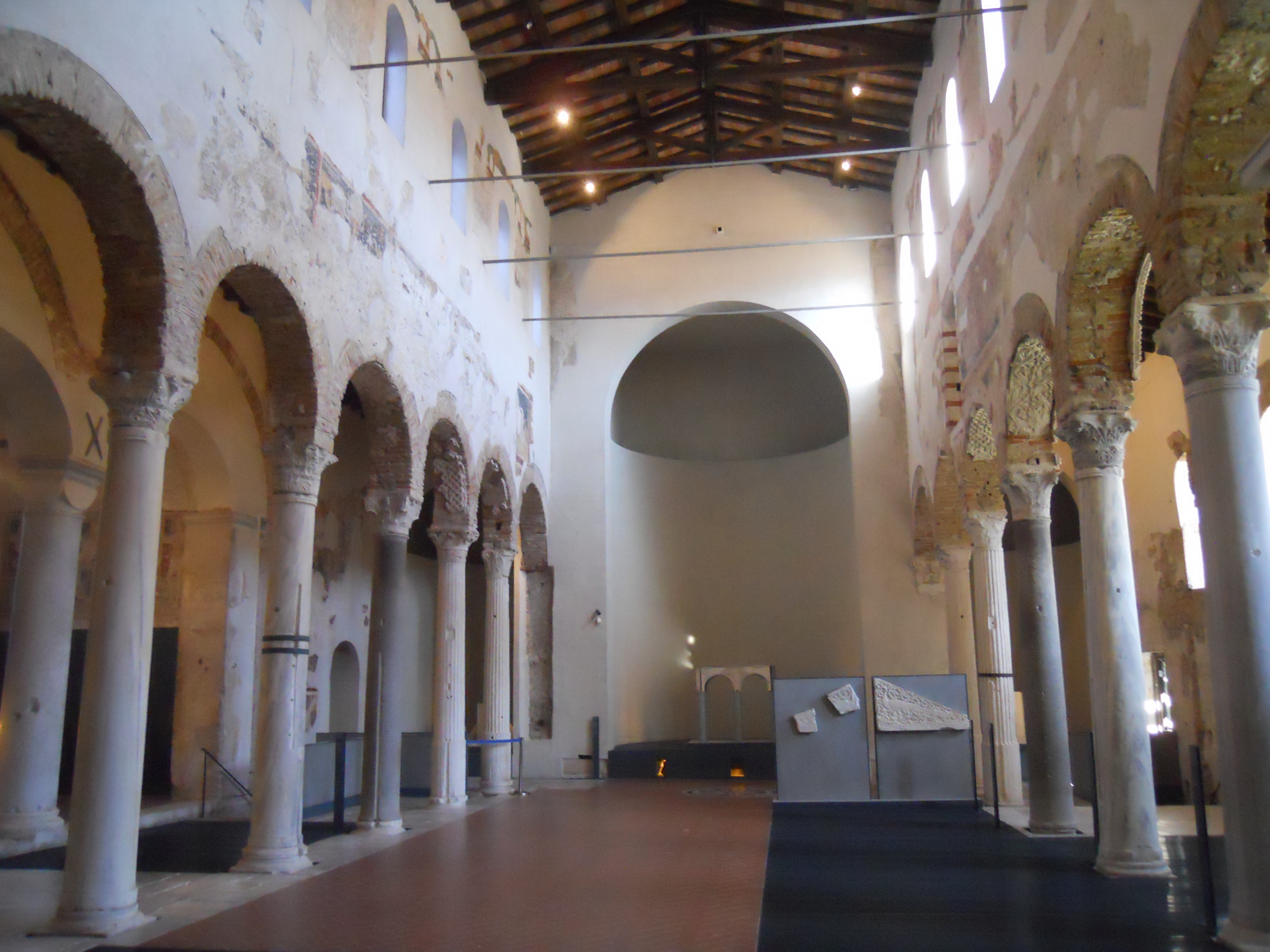
Sant Salvatore, nau principal.
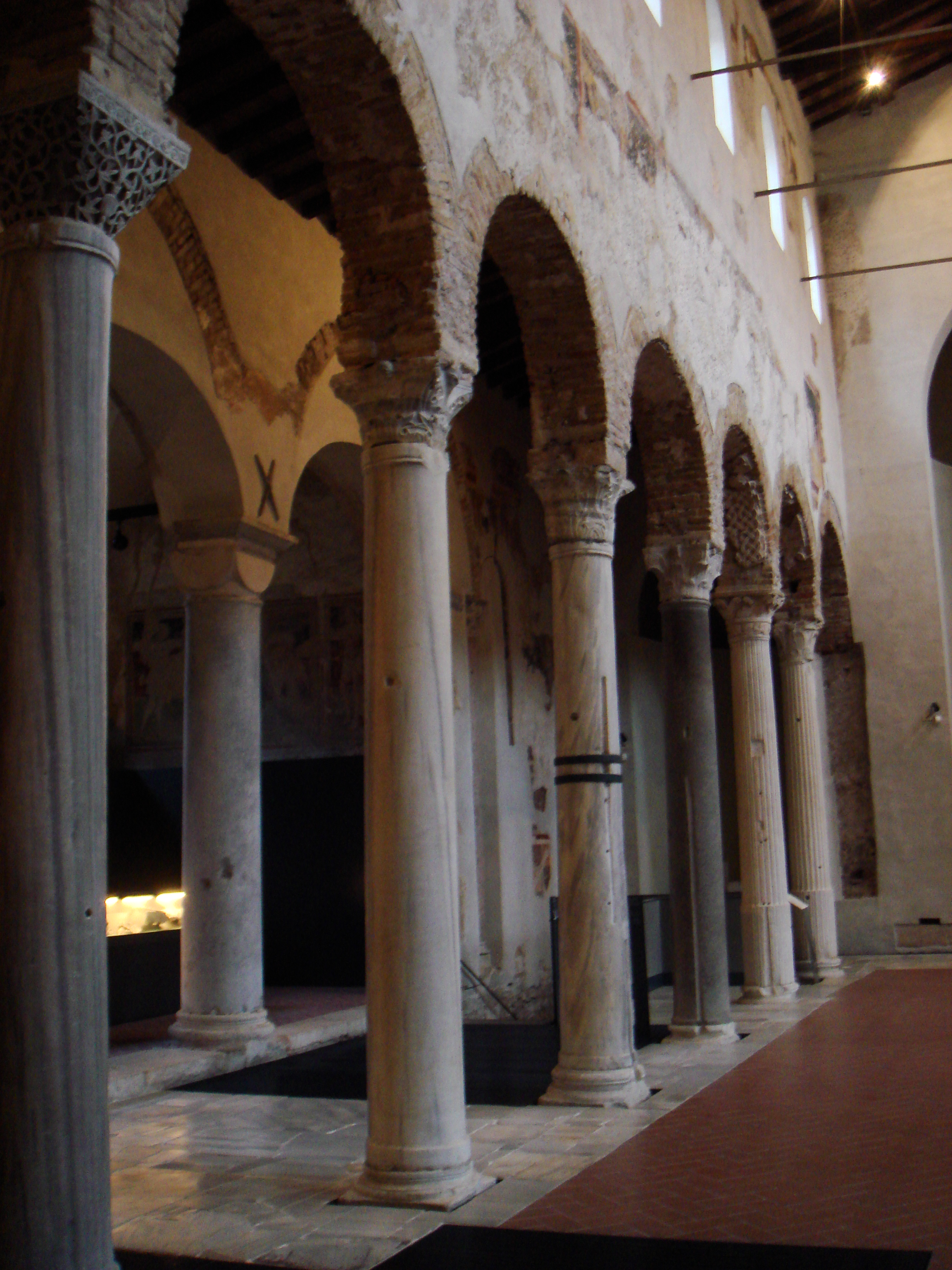
Sant Salvatore, columnata.
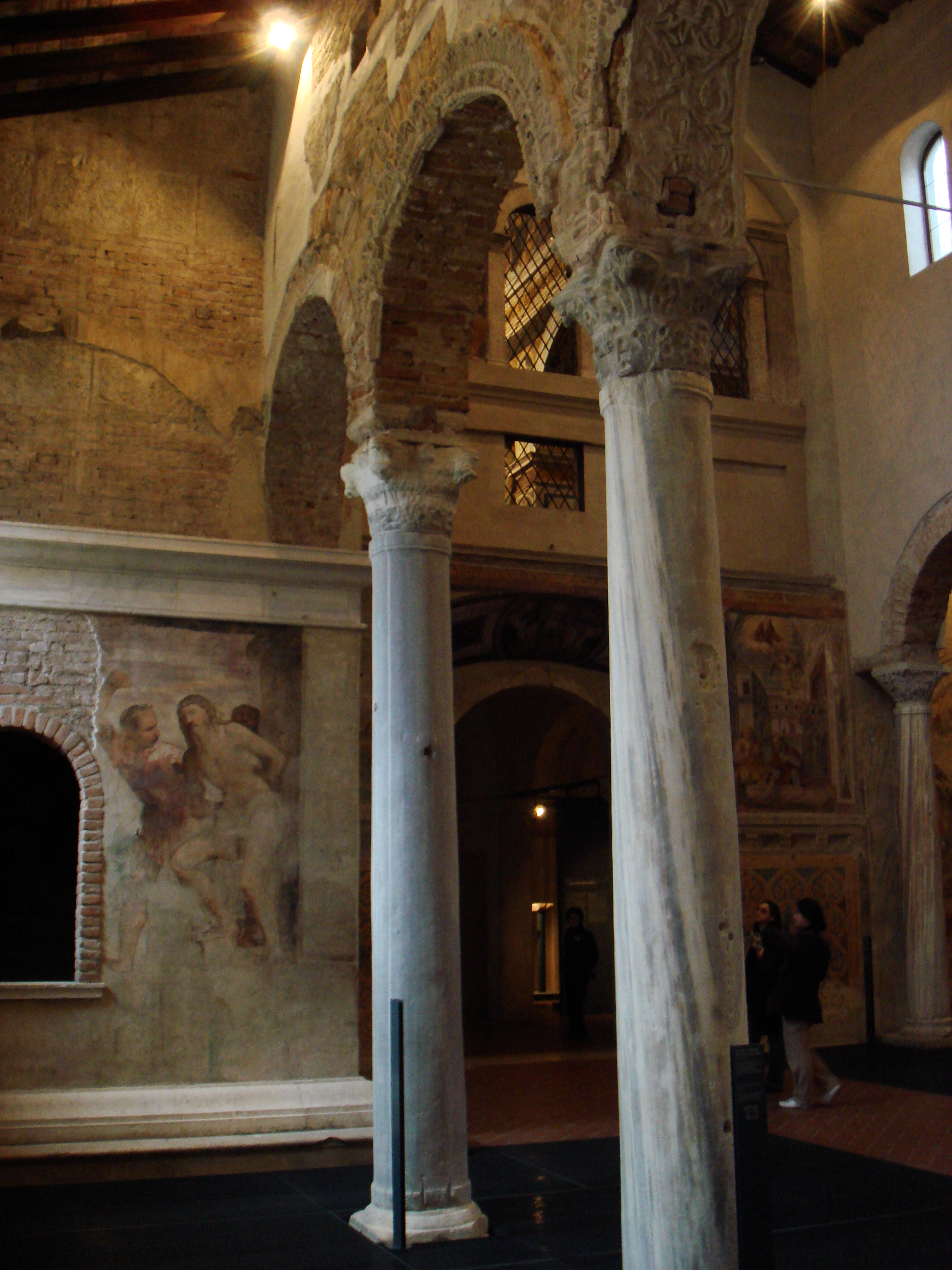
Sant Salvatore, detall de la columnata romana reutilitzada.
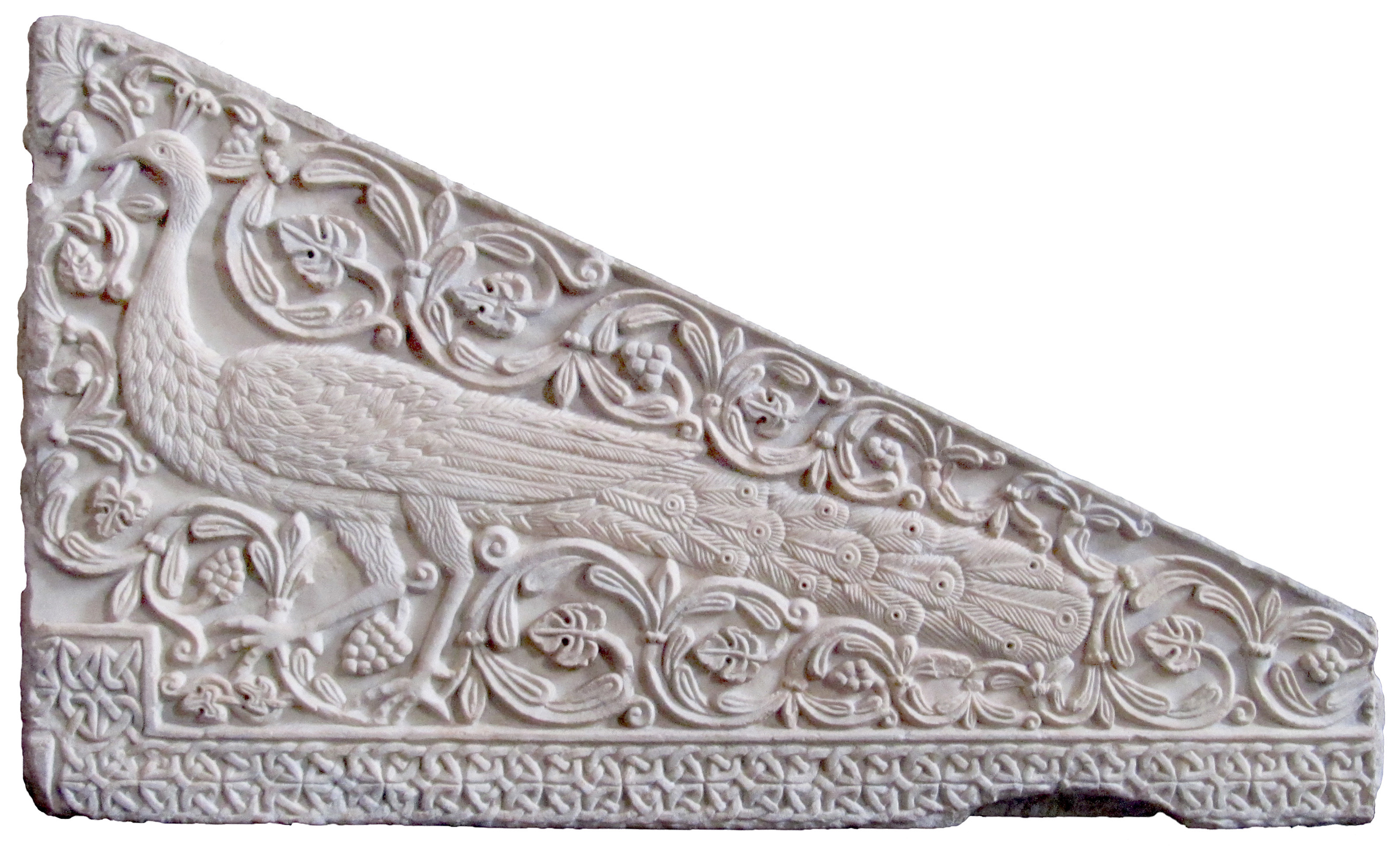
Sant Salvatore, Llastra amb pavone.

### Castelseprio
A Castelseprio (Varese) el lloc reconeix l'àrea del castrum amb el monestir de Torba, l'església de Santa Maria foris portas amb els seus frescos i les ruïnes de la basílica de Sant Giovanni Evangelista. Els longobards van transformar el castrum de Castelseprio, l'antic lloc militar romà i bastió defensiu ostrogot, primer en una estació comercial i després en un monestir (segle viii).
Del monestir es conserva la torre, construïda pels ostrogots i readaptada a les finalitats monàstiques pels longobard, i la petita església dedicada a la Verge. De la gran basílica de Castelseprio, de tres naus amb absis central i ambulatori, només queden ruïnes, mentre que Santa Maria foris portas s'ha conservat intacta, incloent una gran part dels frescs de l'absis, que constitueixen una de les majors troballes de la pintura mural d'interior de tota l'alta edat mitjana.

Béns a Castelseprio
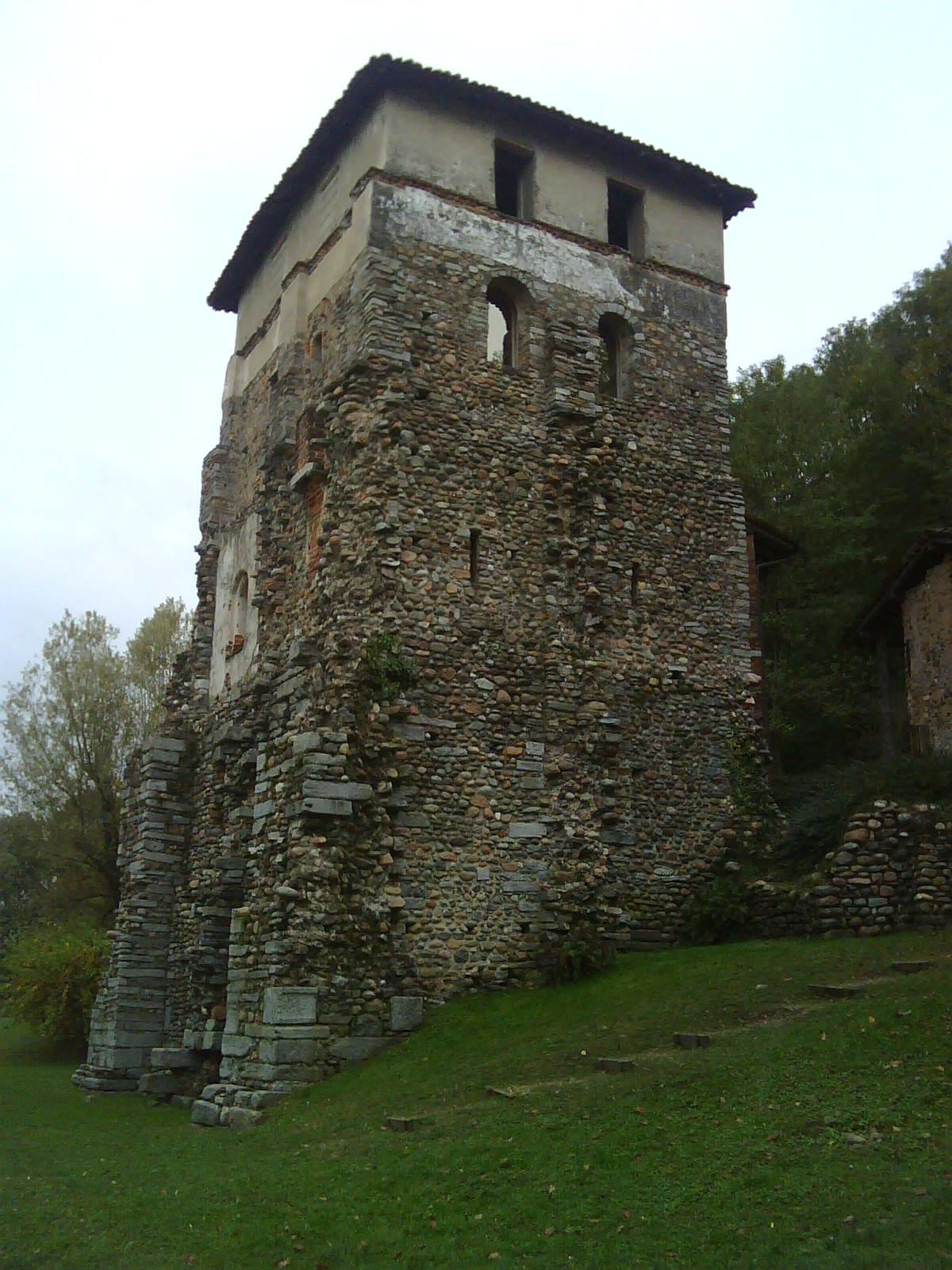
Torre de Torba.
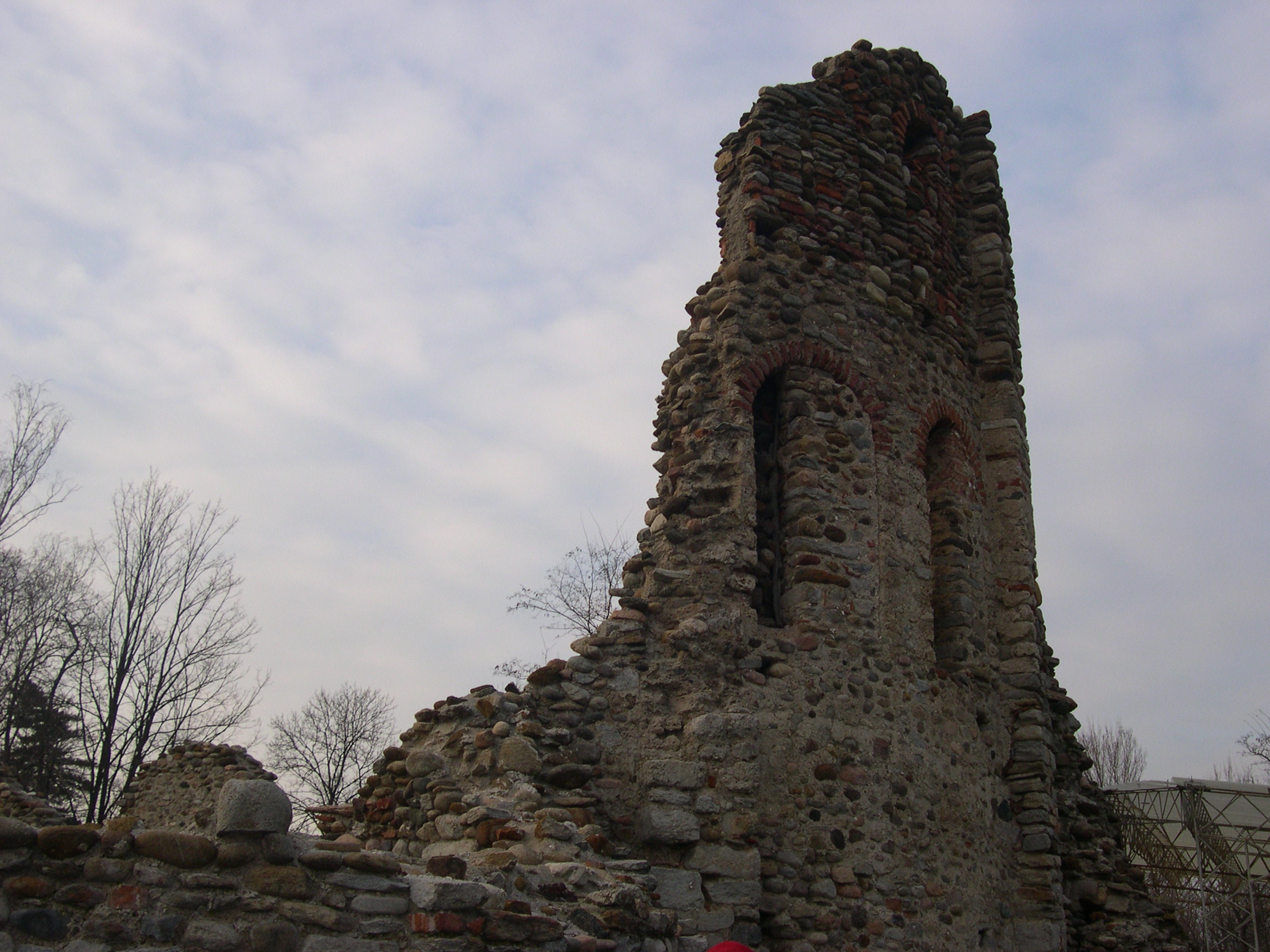
Les ruïnes de la Basílica de Sant Joan Evangelista.
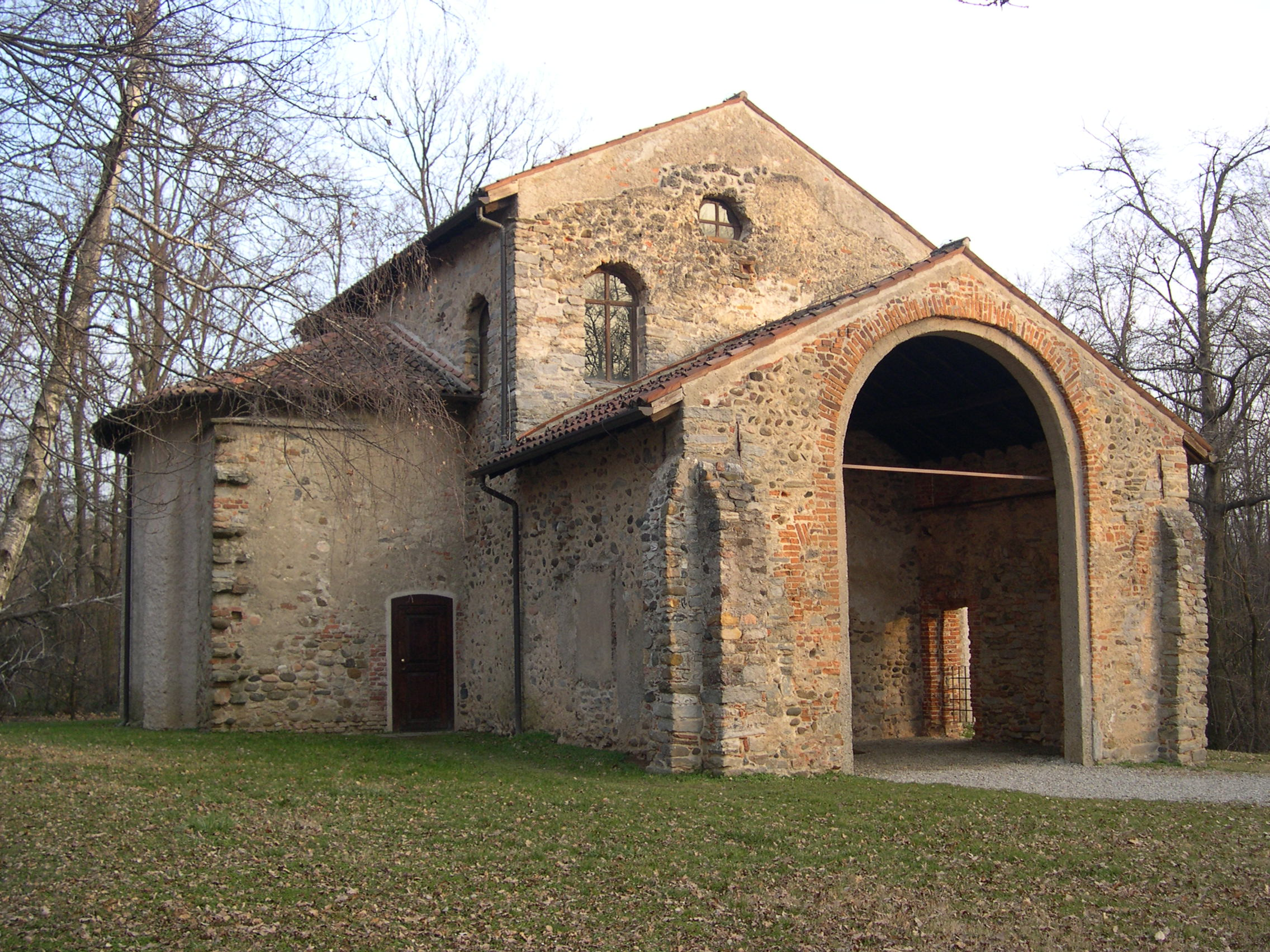
Santa Maria foris portas.
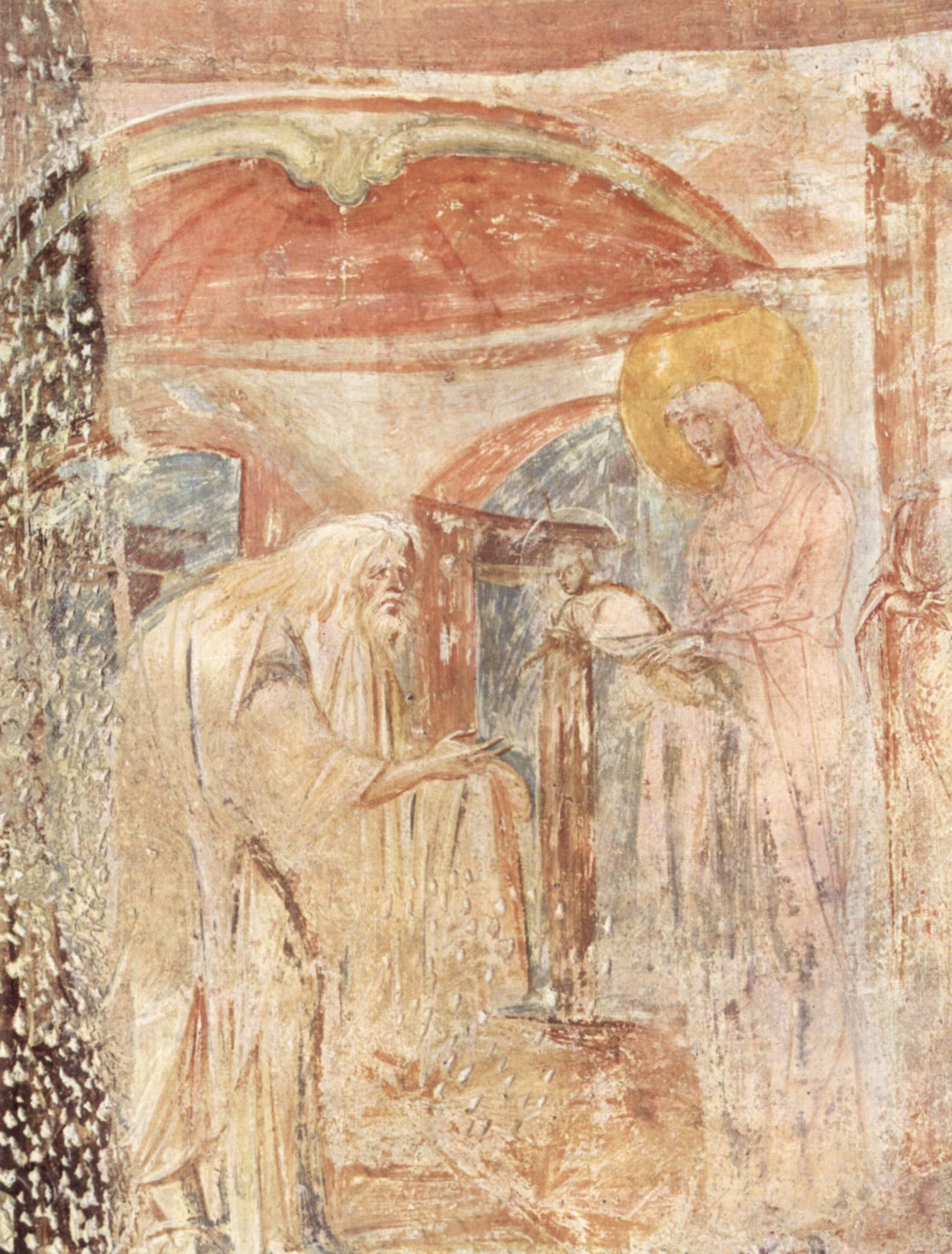
Santa Maria foris portas (detall dels frescs).

### Spoleto
A Spoleto (Perusa) el patrimoni inclou la basílica de Sant Salvatore. La basílica paleocristiana del segle iv-v, va ser àmpliament restaurada pels longobards el segle viii. La planta és de tres naus, i també el presbiteri és tripartit, i està cobert per una volta amb base octogonal. L'absis és semicircular i externament està tancat per un mur rectilini; als costats, dues sales flanquegen l'absis amb volta de creueria. L'interior ha perdut la decoració original en estuc i pintura, però conserva el ric entaulament amb un fris d'ordre dòric, impostat sobre columnes també corínties. De la façana original del segle viii, marcat per lesene (pilastres) i dividida en dos ordres per una cornisa, es conserven només les cornises de les finestres i els tres portals esculpits amb motius clàssics.

Béns a Spoleto
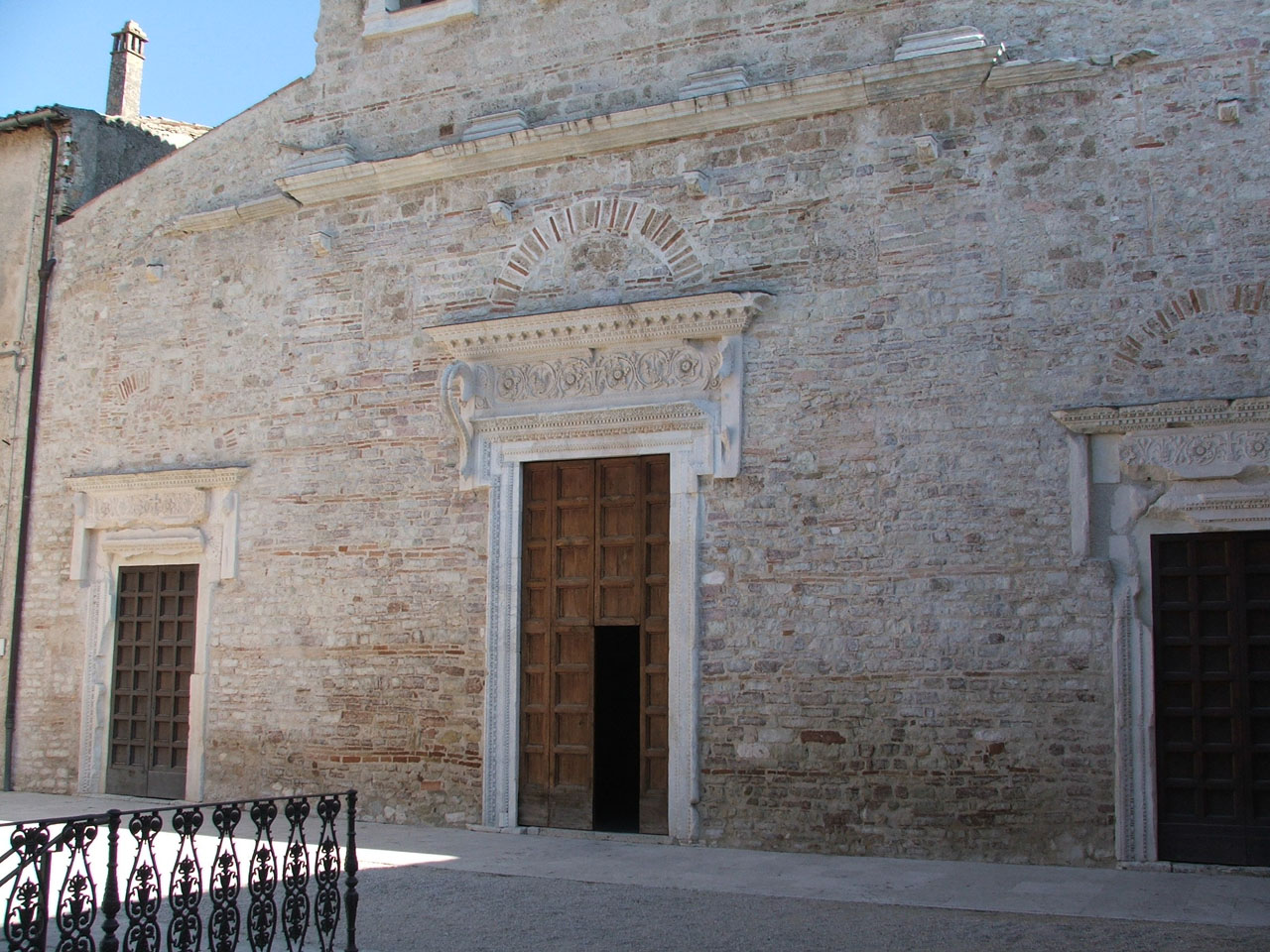
San Salvador, façana.
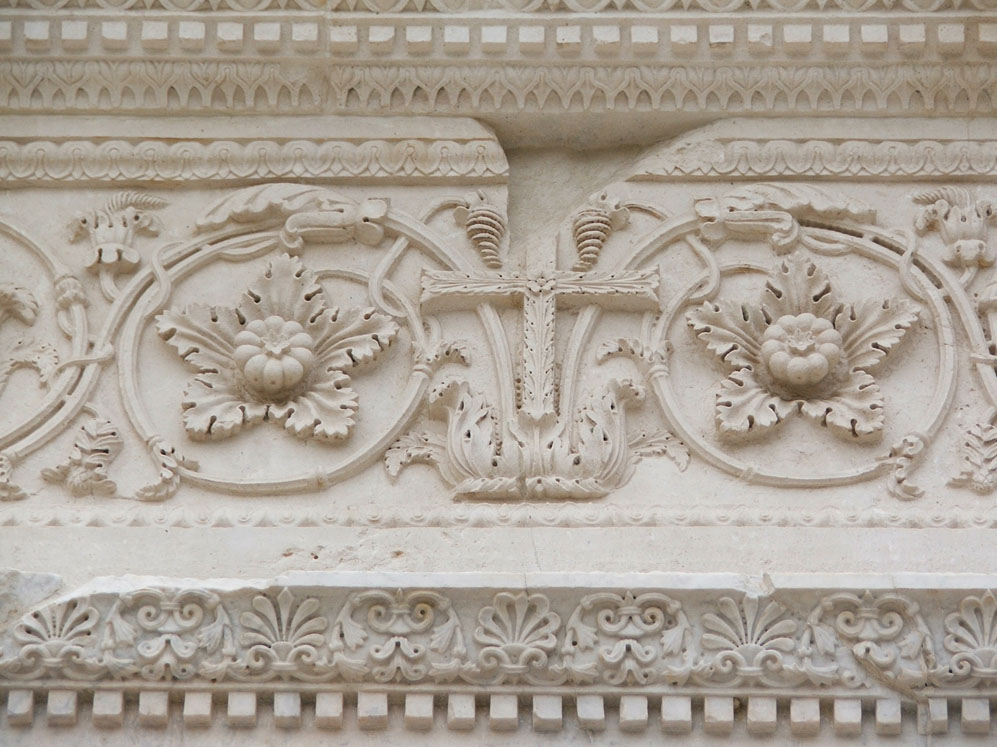
San Salvador, portal (detalls).
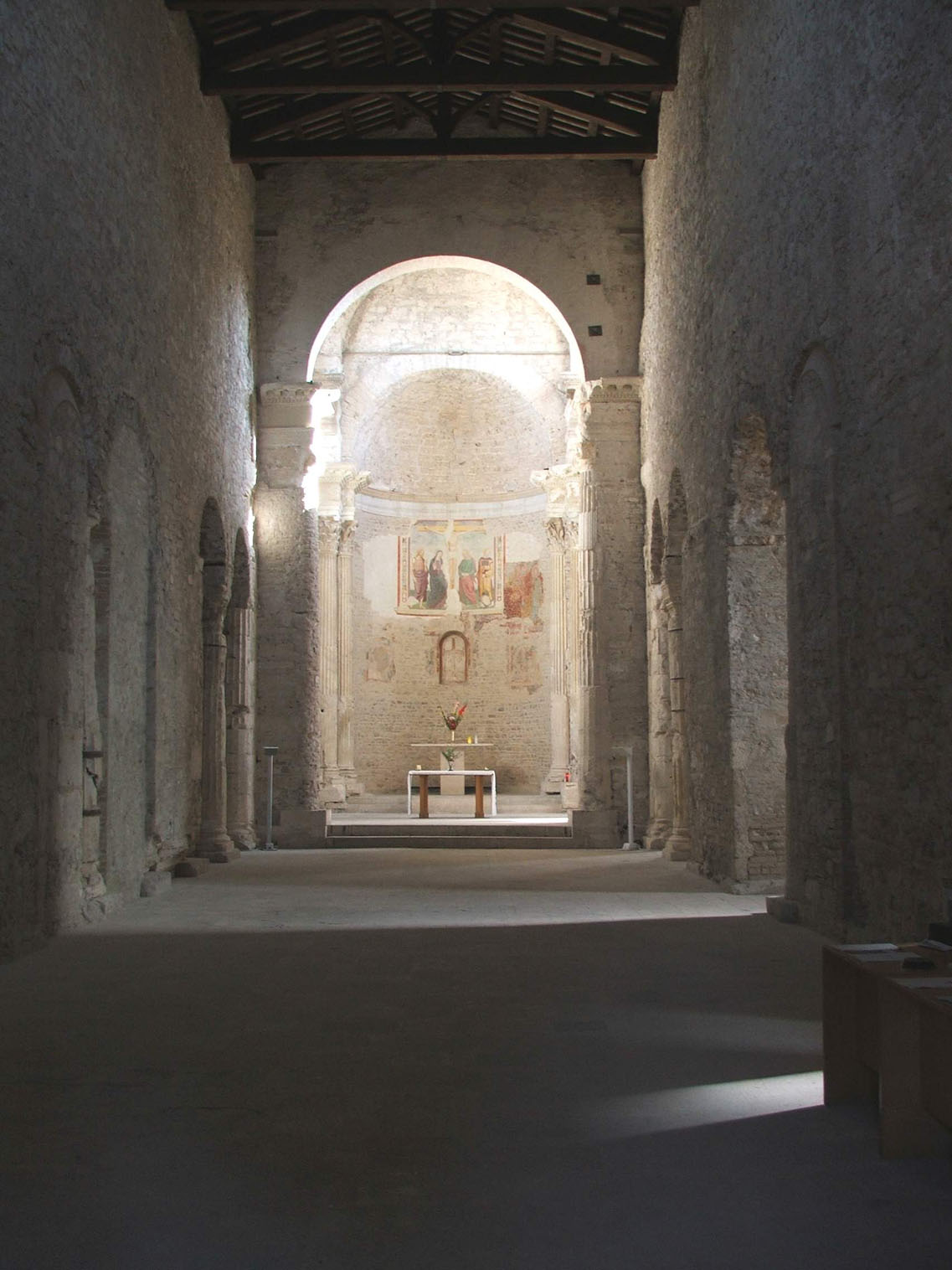
San Salvador, nau central.
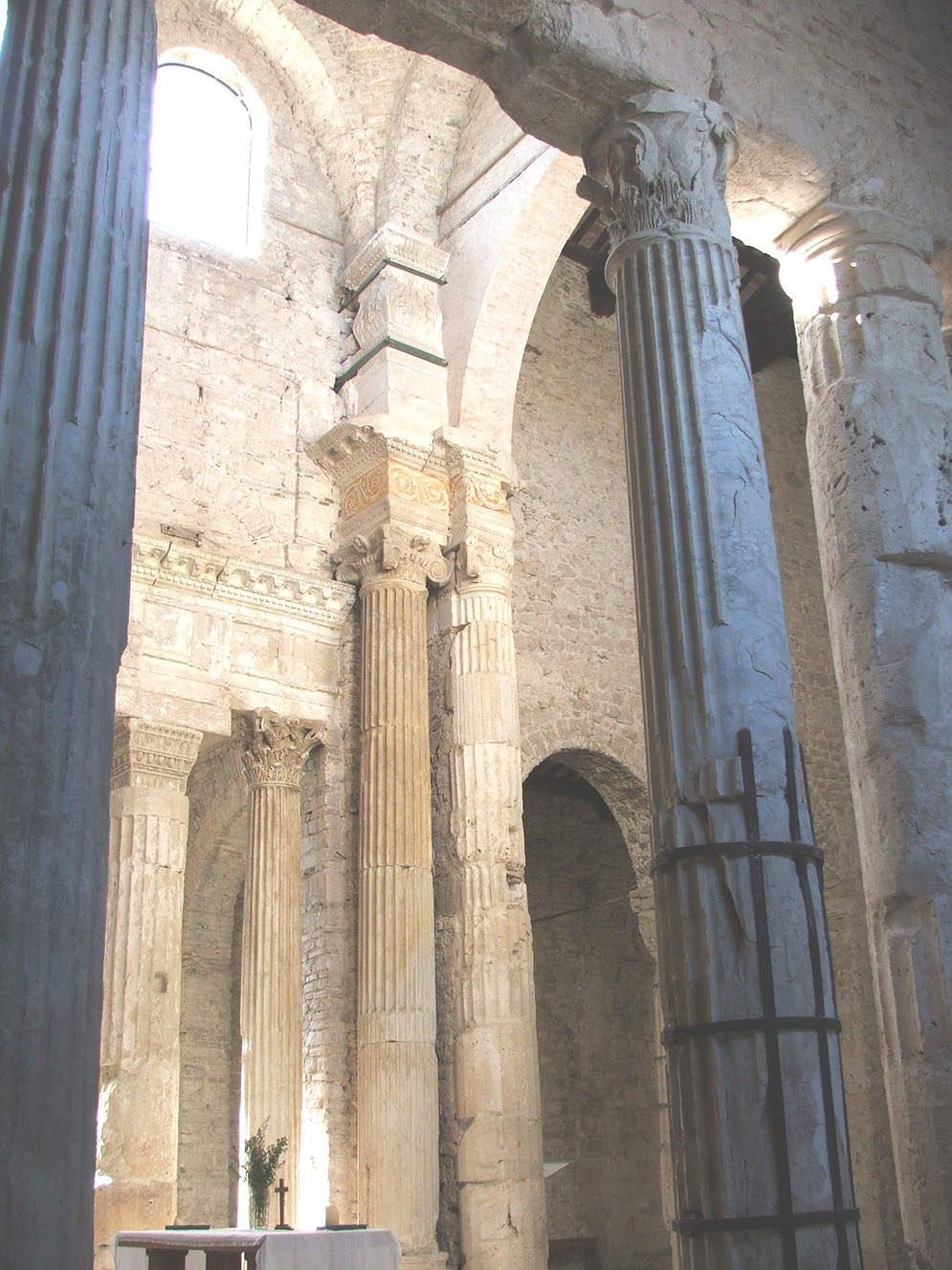
San Salvador, presbiteri.

### Campello sul Clitunno
Al Campello sul Clitunno (Perusa) forma part del lloc serial una petita església dedicada a San Salvador, en forma de templet corinti tetrastilo in antis. Els constructors probablement reutilitzessin les restes d'una antiga sacello pagana i materials de reutilització; la majoria dels ornaments esculpits són manufactures originals i no recol·locacions d'elements de l'època romana. Sobre l'arquitrau estan situats, en els costats oest, sud i nord, inscripcions en majúscula romana, raríssim exemple de la epigrafia monumental altmedieval. L'interior inclou la cella, coberta amb una volta de canó i amb edicola que enquadra l'absis al fons. Hi ha frescs del segle vii.

Béns a Campello sul Clitunno
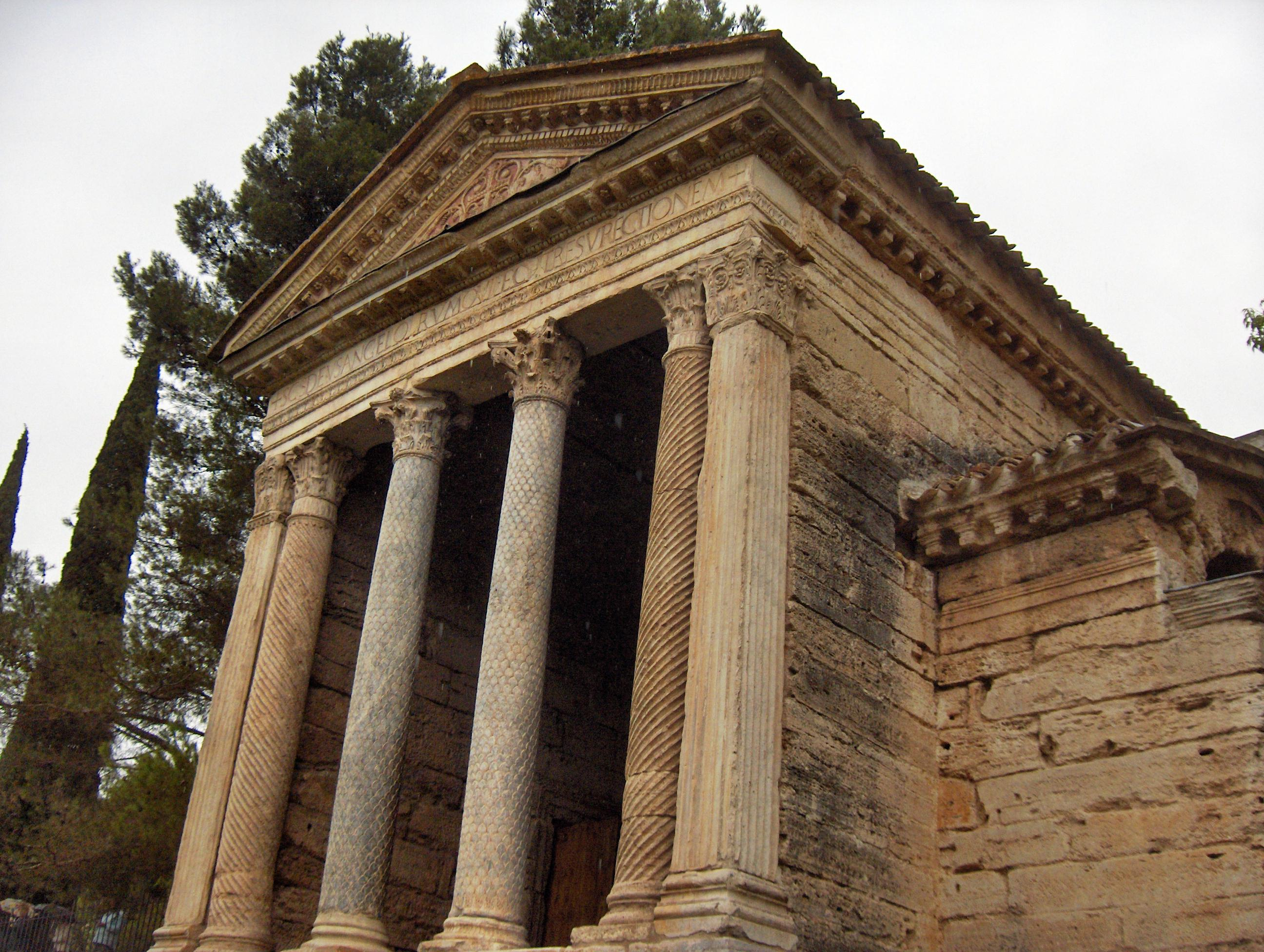
Templet del Clitunno, façana.
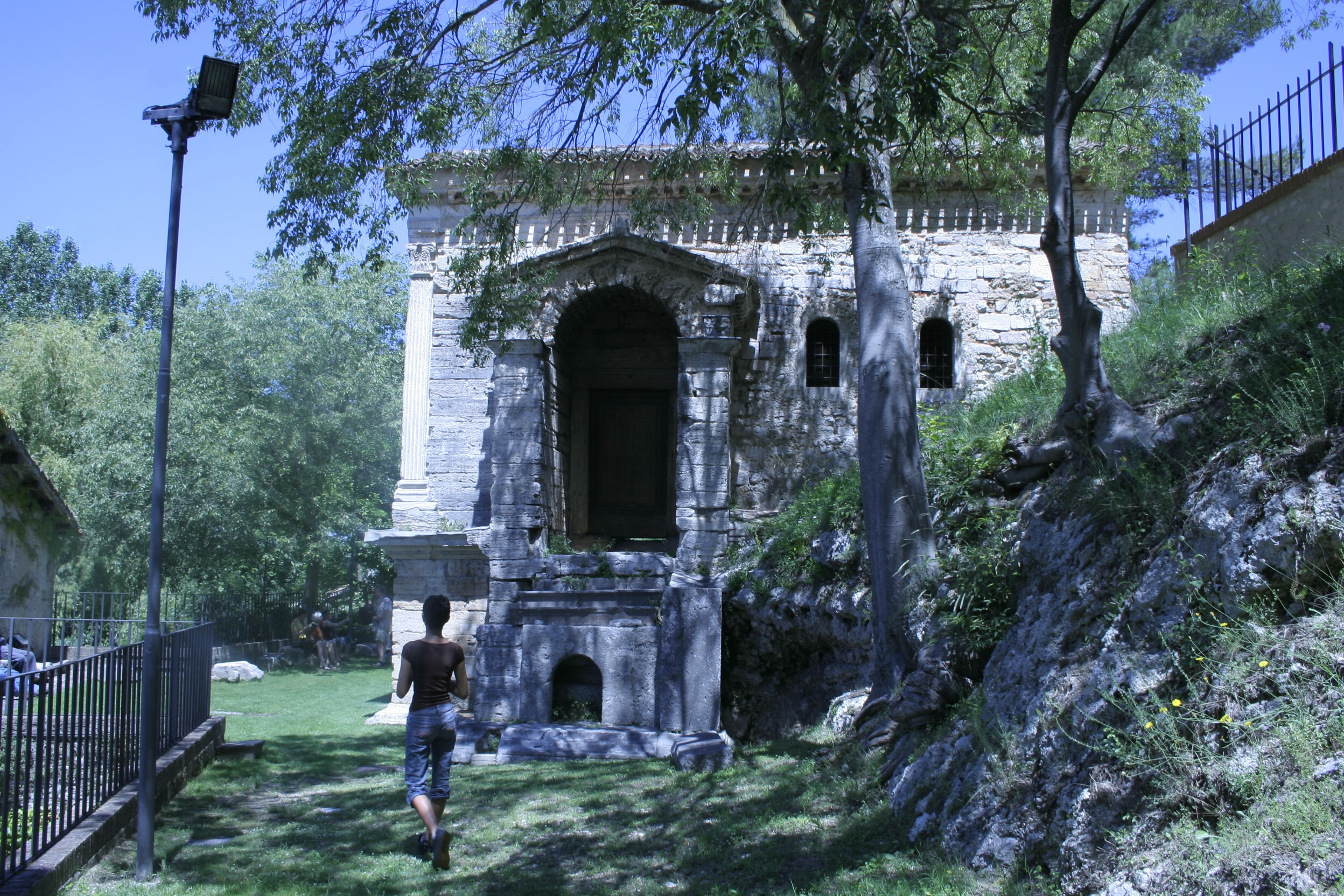
Templet del Clitunno, vista lateral.
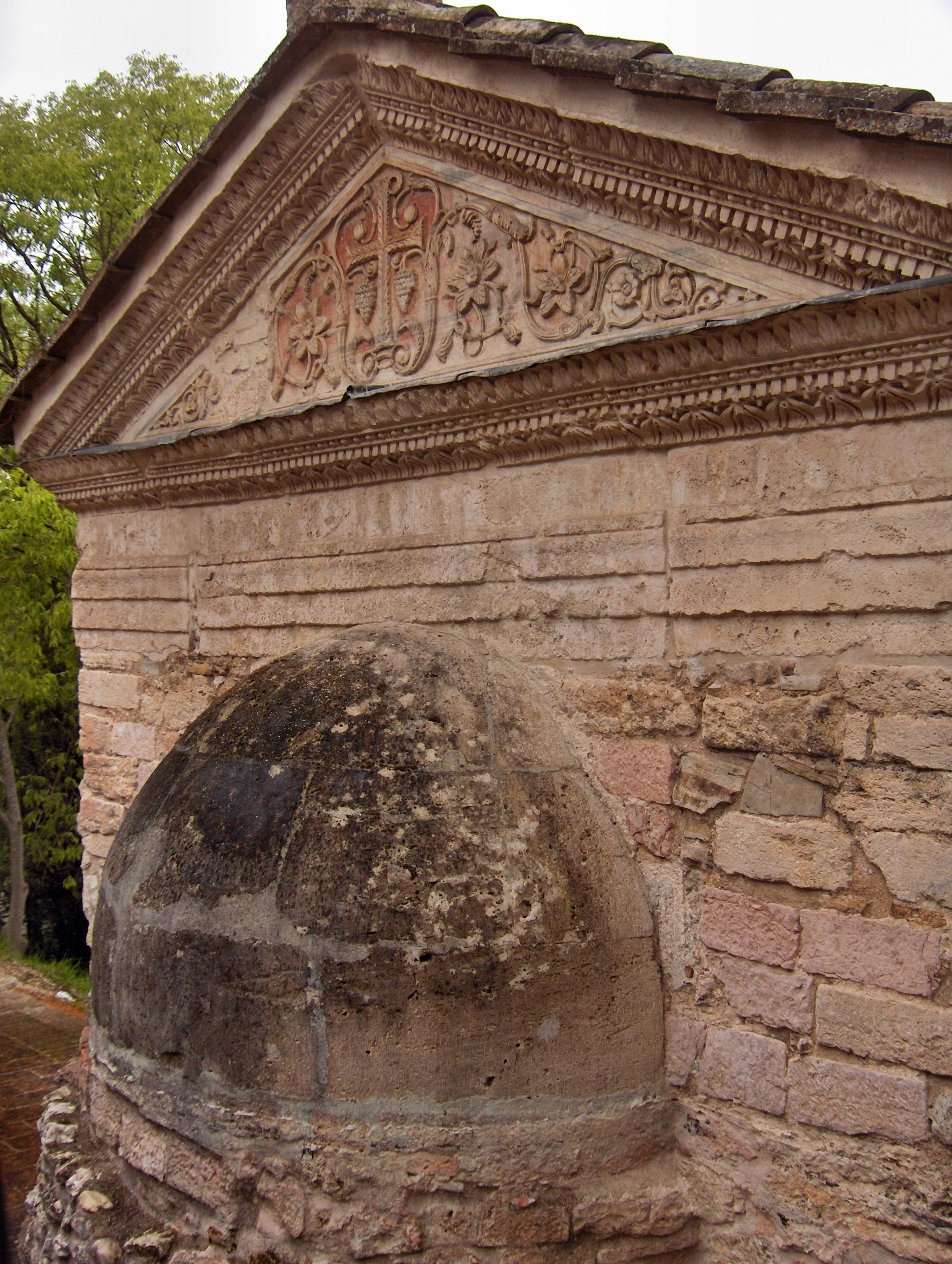
Templet del Clitunno, absis.
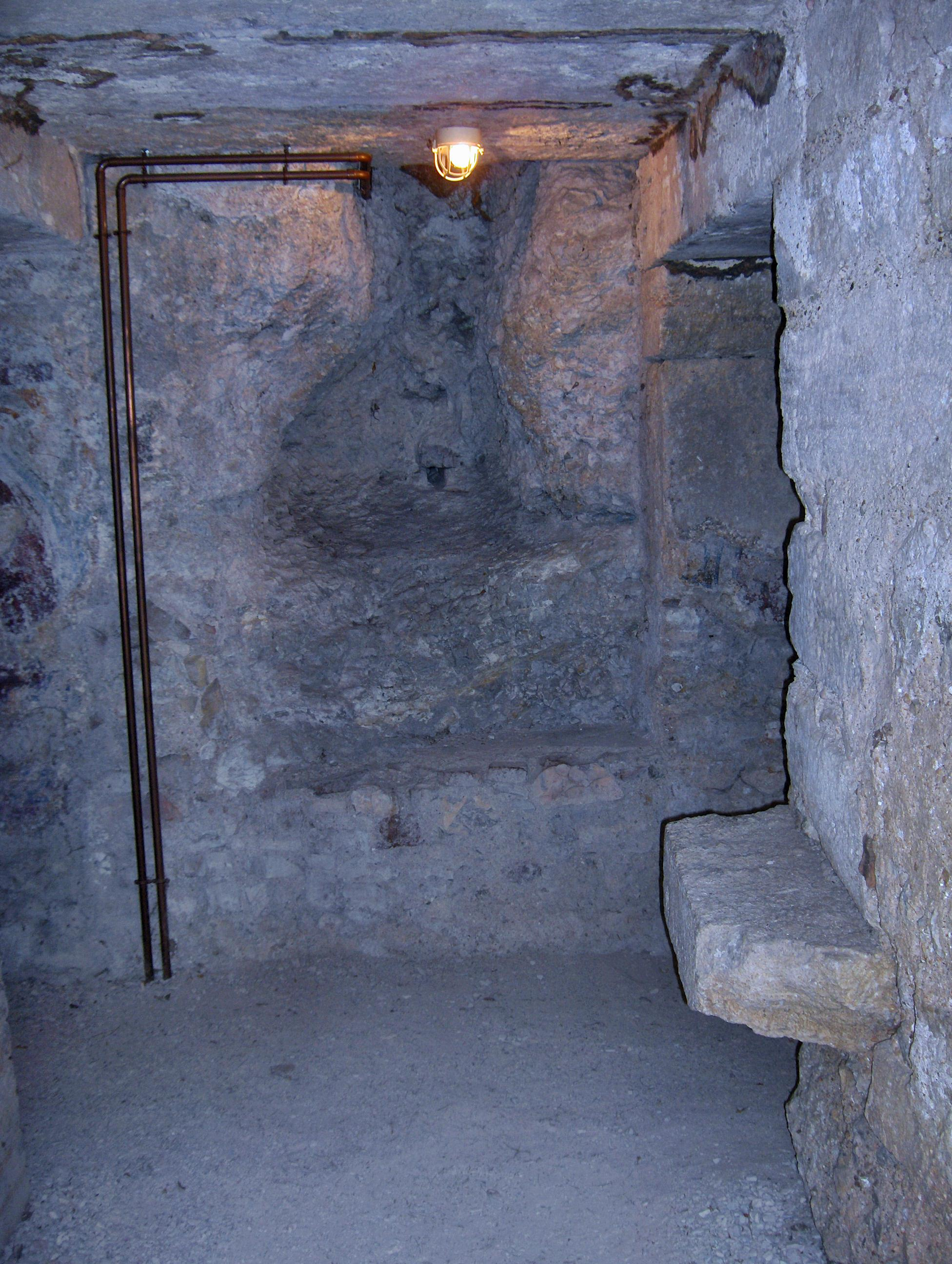
Templet del Clitunno, interior.

### Benevent
A Benevent, l'antiga seu del ducat longobard més important de la Langobàrdia Minor, el testimoniatge longobard reconegut per la UNESCO es recull en el complex monumental que s'articula al voltant de l'església de Santa Sofia, fundada pel duc Arechis II al voltant de l'any 760. Va ser construïda segons el model de la capella del palau de Luitprand de Pavia; la planta central es basa en la de l'església homònima de Constantinoble, però al centre estan disposades sis columnes en els vèrtexs d'un hexàgon i connectades per arcs que suporten la cúpula. L'hexàgon intern està envoltat després per un anell decagonal amb vuit pilastres de pedra calcària i dues columnes als flancs de l'entrada, cadascuna de les quals està disposada paral·lelament a la paret corresponent. Dels frescs originals, que recobrien tot l'interior de l'església, només romanen alguns fragments en els dos absis laterals.
Del complex també forma part un monestir, a pesar que el que es conserva és el resultat d'una reconstrucció del segle xiii en el lloc de l'edifici longobards original, i el seu claustre quadrangular, també tardà.

Béns a Benevento
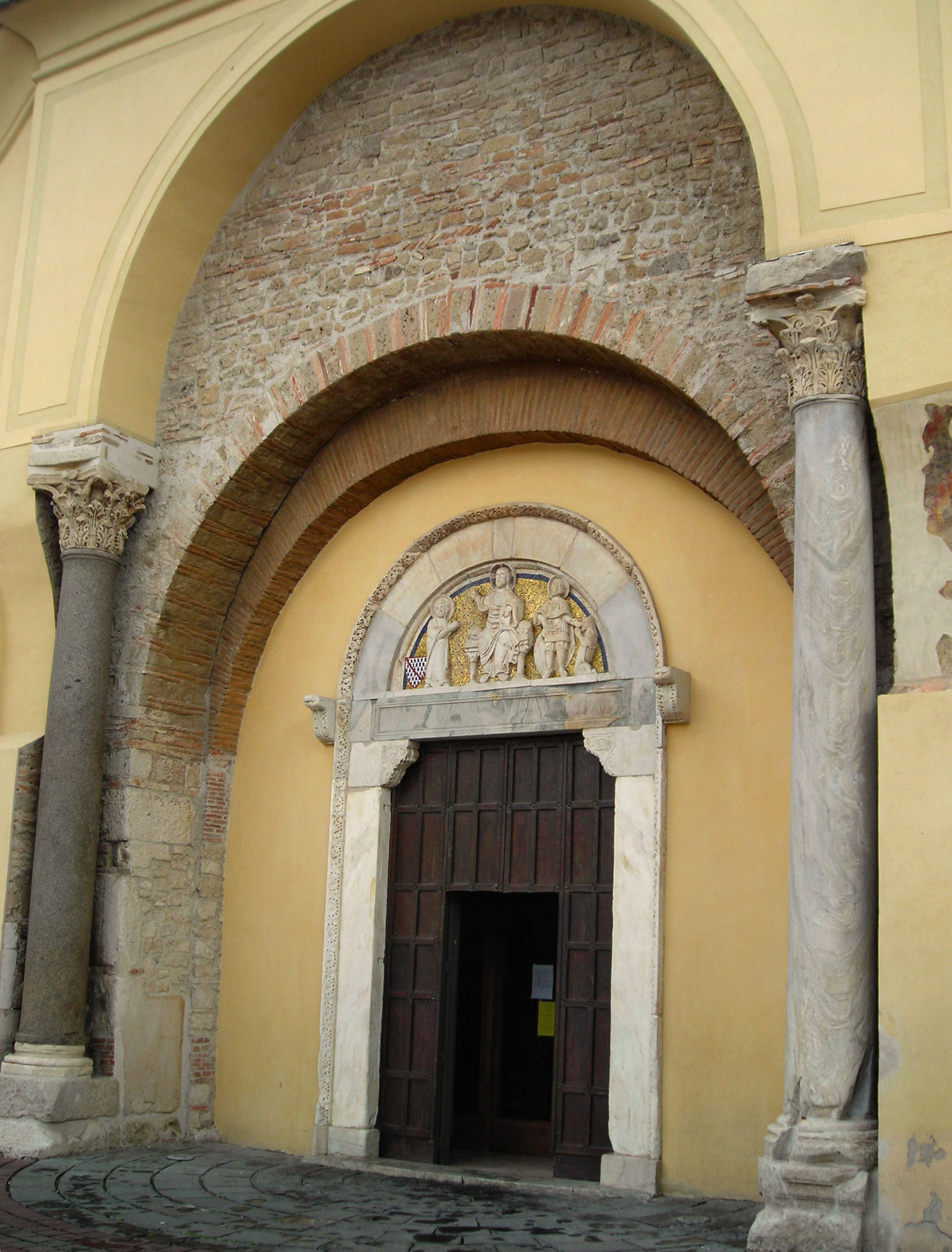
Església de Santa Sofia, portal.
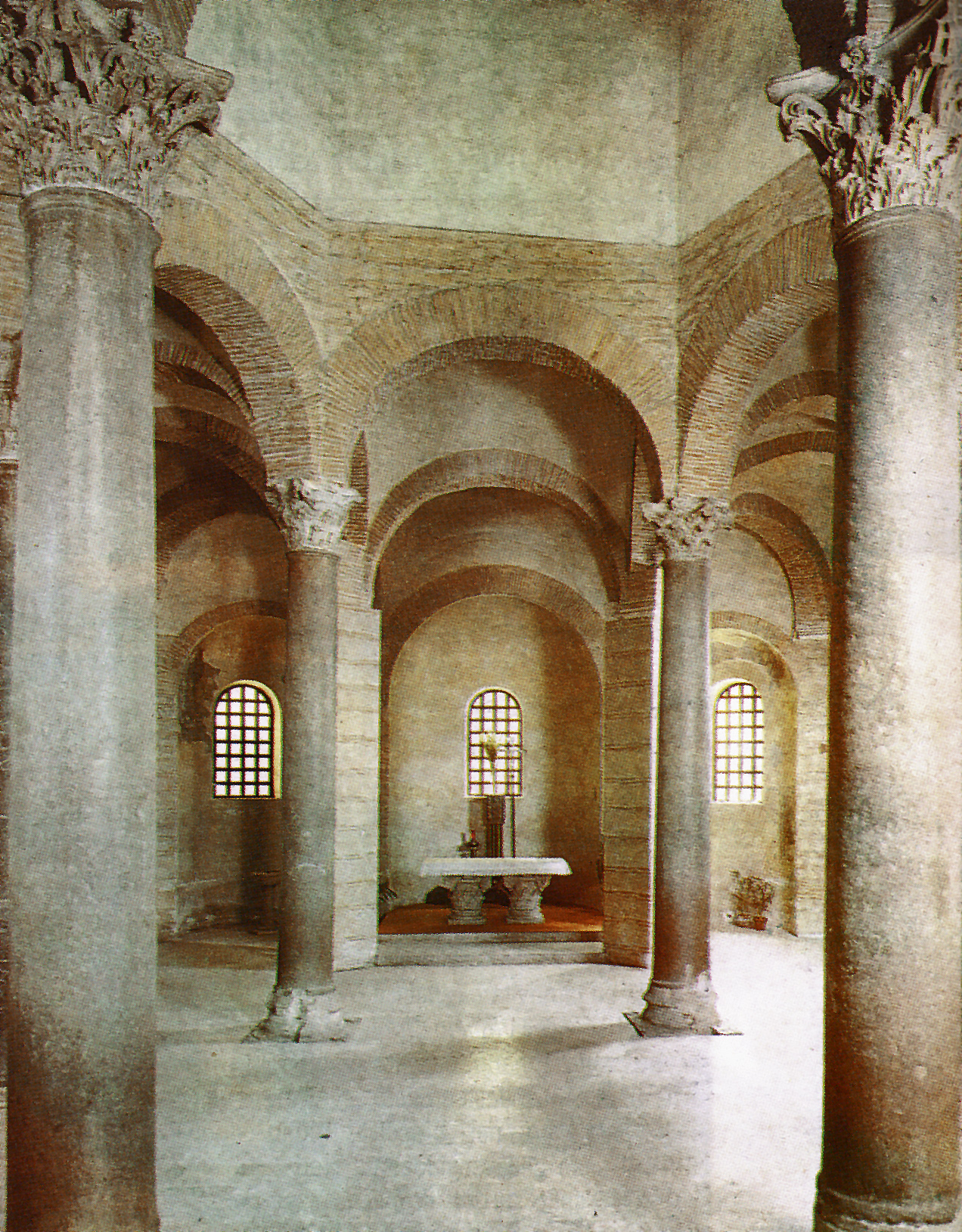
Església de Santa Sofia, interior.
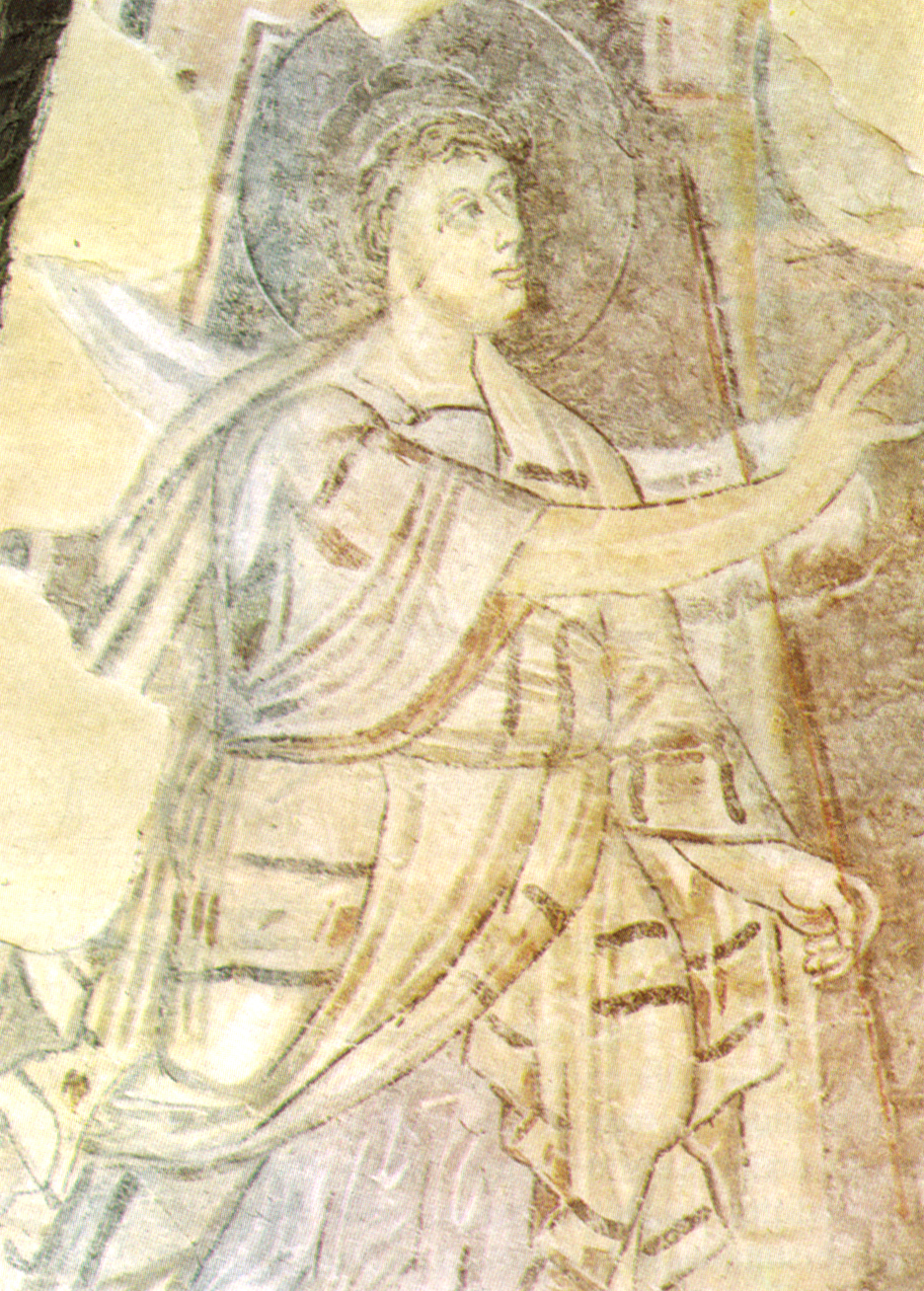
Frescs de Santa Sofia, Annuncio a Zaccaria (detall).
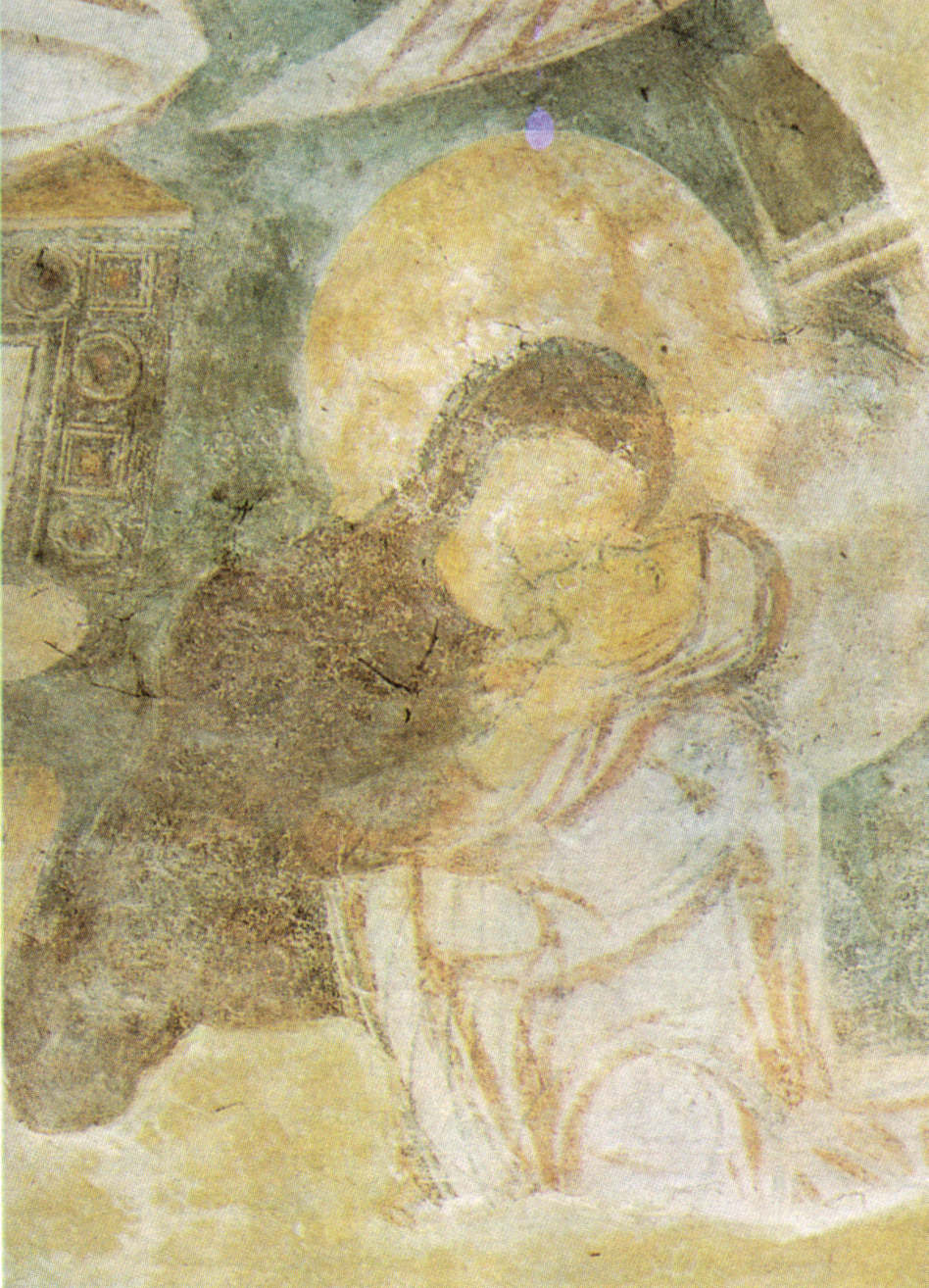
Frescs de Santa Sofia, Visitazione (detall).

### Monte Sant'Angelo
Al territori del ducat de Benevent es trobava el santuari de San Miquel Arcàngel, fundat abans de l'arribada dels longobards, però que van adoptar com a santuari nacional des de la seva conquesta del Gargano (segle vii). El complex, que es troba a Monte Sant'Angelo (Foggia) i testimonia l'especial Culte micaèlic entre els longobards. El santuari va ser objecte del mecenatge monumental dels ducs de Benevent, tant del rei instal·lat a Pavia, que va promoure nombroses reformes per facilitar l'accés a la cova de la primera aparició, i per donar cabuda als pelegrins. San Miquel Arcàngel es va convertir en un dels principals llocs de peregrinació de la cristiandat, etapa d'una variant de la Via Francígena que conduïa a Terra Santa.
El santuari va ser reconstruït àmpliament, sobretot la part superior; al període longobard corresponen només la cripta que condueix a la gruta on, segons la tradició, hauria aparegut l'Arcàngel Miquel.

Monte Sant'Angelo
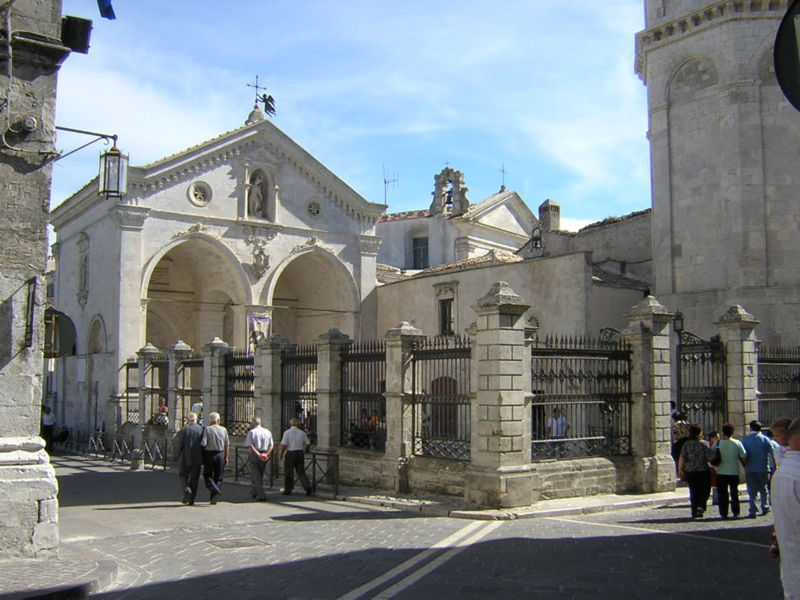
El santuari de Sant Miquel
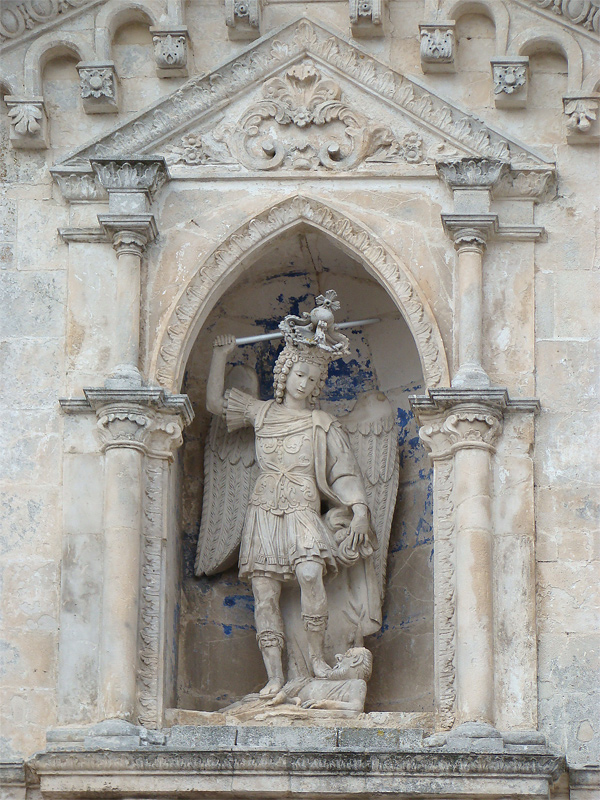
Estàtua de Sant Miquel
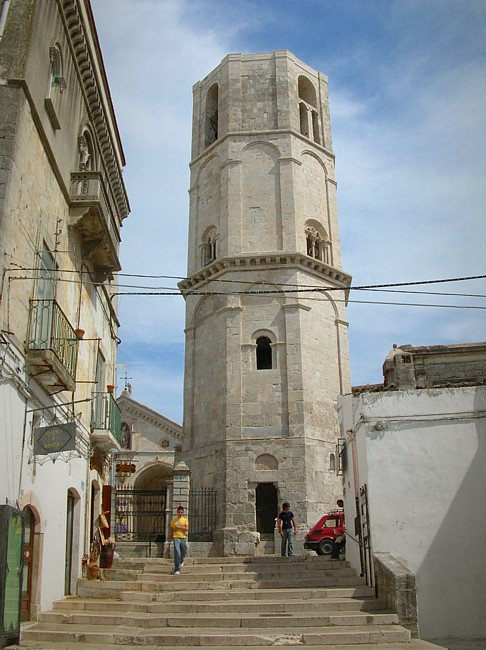
La torre octogonal (campanile) del santuari
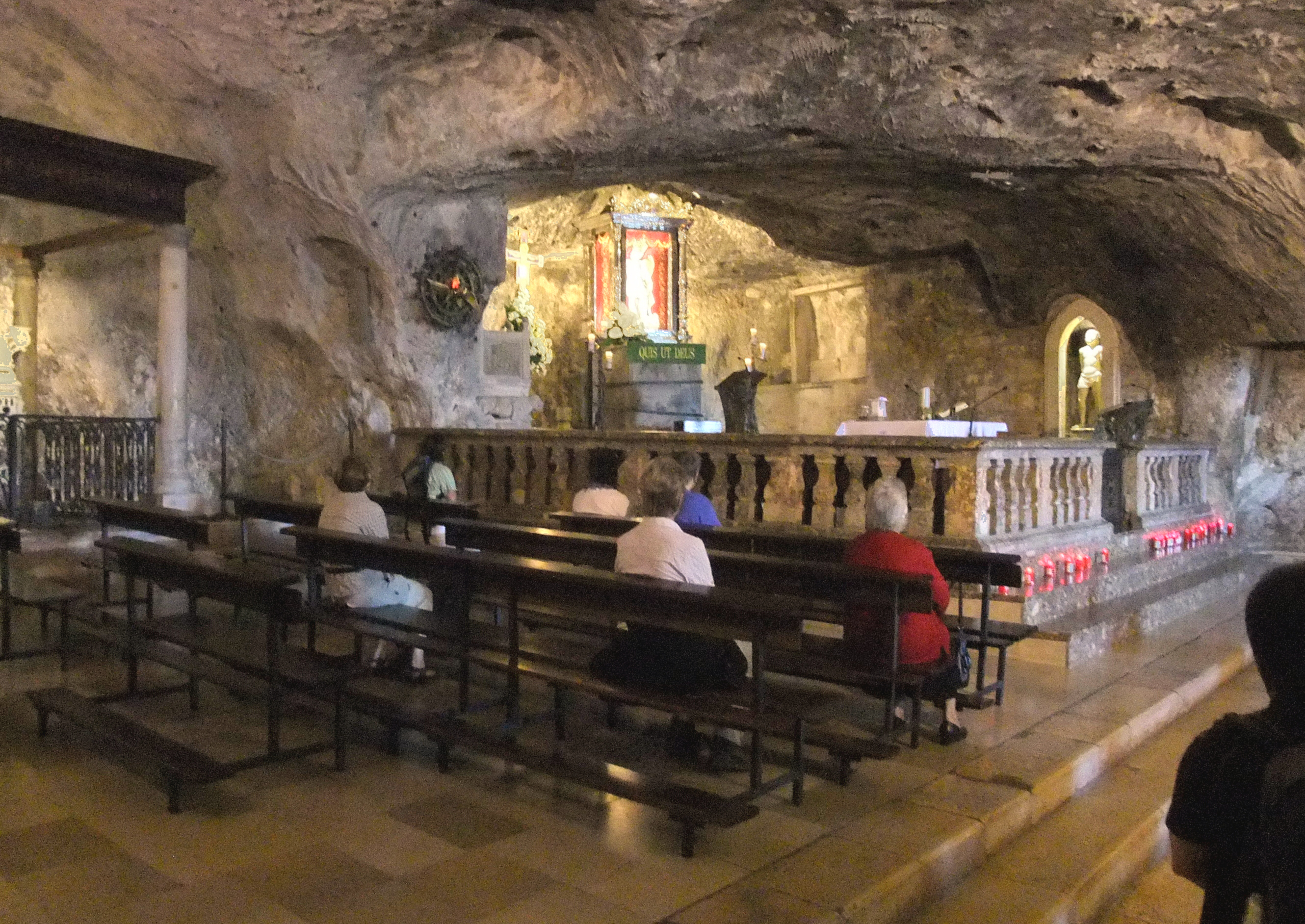
La cova on es diu que es va aparèixer l'arcàngel Sant Miquel